# 16445 Klimt
16445 Klimt este un asteroid din centura principală de asteroizi.

## Descriere
16445 Klimt este un asteroid din centura principală de asteroizi. A fost descoperit pe 3 aprilie 1989 la Observatorul La Silla de Eric Walter Elst. Asteroidul prezintă o orbită caracterizată de o semiaxă mare de 3,19 ua, o excentricitate de 0,19 și o înclinație de 12,2° în raport cu ecliptica.